# Булен
Булен (фр. Boulin) насеље је и општина у јужној Француској у региону Миди Пирене, у департману Горњи Пиринеји која припада префектури Тарб.
По подацима из 2011. године у општини је живело 273 становника, а густина насељености је износила 108,33 становника/km². Општина се простире на површини од 2,52 km². Налази се на средњој надморској висини од 410 метара (максималној 414 m, а минималној 289 m).

## Демографија
| 1962. | 1968. | 1975. | 1982. | 1990. | 1999. | 2011. |
| ----- | ----- | ----- | ----- | ----- | ----- | ----- |
| 87    | 94    | 101   | 240   | 253   | 280   | 273   |

График промене броја становника у току последњих година